# Willie Pease
William Harold Pease-detto Willie- (Leeds, 30 settembre 1899 – 2 ottobre 1955) è stato un calciatore inglese, di ruolo centrocampista.

## Carriera

### Nazionale
Ha vestito la maglia della nazionale inglese in una sola occasione, nel 1927.

## Palmarès

### Club

#### Competizioni nazionali
- Community Shield: 1

Professionisti: 1929